# Pero simila
Pero simila là một loài bướm đêm trong họ Geometridae.